# No3b的「週刊no3部」
《no3b的「週刊no3部」》（日语：ノースリーブスの「週刊ノースリー部」），2009年至2016年，每週日22:30至23:00（JST）於日本放送播放的一週一集廣播節目，主持人為no3b。

## 概要設定
由AKB48的成員小嶋陽菜、高橋南、峯岸南向偶像界挑戰而組成的3人女子組合，組成至今数年已在五大巨蛋（札幌巨蛋、東京巨蛋、名古屋巨蛋、大阪巨蛋、福岡巨蛋）巡迴演出（只是設定），這是個把作為其原動力的少女們的成長、友情、韌性毫無保留的傳達，汗水與涙水的熱血記錄節目。此設定亦是配合節目中三人固定出現的短劇，但在2016年節目改版更新後，此背景設定已式微。

## 沿革變遷
- 註：以下時間皆為日本時間（JST）

2009年10月9日，日本放送在每週星期五24:20至24:30的10分鐘節目開始。2010年4月9日（第27集）開始，延長為24:20至24:40的20分鐘節目。2011年10月7日，因應《土田晃之的FOOTBALLER'S HIGH》結束，此節目移動到每週星期五24:40至25:00播出。2014年1月5日，與《剛力彩芽 スマイル S2 スマイル》節目交換時段，移至每週六凌晨00:00至0:20，並於同年的4月6日起，移至每週日的晚間22:30，亦擴大為30分鐘。
2016年5月15日，no3b三人在節目中表示節目全部改版，並於5月22日起播出新單元。

## 歷年環節

### 過往單元
- no3b部擔當：決定no3b裡三人角色的環節。
- no3b部排行榜
- Takamina漫畫道場：由喜歡漫畫的高橋南介紹漫畫魅力。
- 高橋南的新環節募集：內容未定前，由聽眾提案「新環節」內容。
- 想對Itou桑說的話：募集聽眾想對日本放送的咖啡廳店員Itou桑說的話（三集限定）。
- 取名環節：小嶋陽菜的時尚品牌、高橋南的個人專輯、峯岸南的自傳等名稱募集。
- 峯岸南的戀愛煩惱之放馬過來！：由峯岸南回答聽眾的戀愛煩惱。
- 峯岸南之即使如此仍是人生！！：由峯岸南解答聽眾的各式煩惱。
- 峯岸南之女子力向上促進委員會：由聽眾提供建議給女子力為零的峯岸南。
- no3b部的規則：由no3b決定「no3部」規則，no3b「鐵的守則」以2選1決定。
- 峯岸南之原來如此啊：以「這世上有這樣的事啊」為主題介紹的聽眾留言。
- 下任社長　高橋南：由日本放送下任社長高橋南與聽眾煩惱相談。
- 正確的反應：舉出某情況發生的瞬間，並由主持人競猜此時正確反應。
- 小嶋陽菜的談話SHOW：由聽眾提供主題，三人討論。
- JK（女高中生）煩惱相談

### 目前單元
- 觀眾來信煩惱相談
- 單獨MC時間：每週開場輪流由成員進行（2016年5月22日起）

## 節目音樂
- 開場曲：no3b《種子》
- 結尾曲：艾薇兒·拉維尼《Keep Holding On》

（以上在2016年5月22日已廢止）

## 特別嘉賓
- 2010年6月25日（6月26日未明）、7月3日（7月4日未明）放送回是「Wコロン」出演，5名以謎之人士身分出演。
- 2012年8月17日（8月18日未明）至8月31日（9月1日未明）放送回（關東地區）是指原莉乃（HKT48）都有登場。

## 相關節目
- AKB48的All Night Nippon（日语：AKB48のオールナイトニッポン）

## 外部連結
- ノースリーブスの「週刊ノースリー部」（页面存档备份，存于）（日本放送）
- ノースリーブス公式サイト（页面存档备份，存于）（Epic Records Japan）